# François Geindre
Pour les articles homonymes, voir Geindre.
François Geindre, né le 5 février 1946 à Laxou et mort le 2 janvier 2023 à Caen,, est un homme politique français, avocat de profession, notoire pour son activité en matière de politique de la ville.

## Biographie

### Formation
François Geindre fait ses études au lycée Saint-Sigisbert à Nancy (Meurthe-et-Moselle) (1958-1963), puis à l'université de Nancy (1964-1968) et à l'université de Caen (Calvados) (1968-1969).

### Activité professionnelle
François Geindre est avocat au barreau de Caen d'octobre 1969 à 1973, puis de 1977 à 1982. Il est nommé directeur régional des Affaires culturelles de Bourgogne en 2001, puis directeur de l'école d'architecture de Paris-Val de Seine en 2003, fonction qu'il occupe jusqu'en 2008. Enfin, il rejoint son poste d'inspecteur général du développement durable en 2008 et prend sa retraite en août 2014.

### Activité en matière de politique de la ville
Commune mitoyenne de Caen, Hérouville-Saint-Clair voit sa population croître de façon spectaculaire dans les années 1960, 1970 et 1980. Son nombre d'habitants passe, en effet, de 1 784 en 1962 à 24 795 en 1990. Élu maire en 1971, François Geindre mène une politique d'urbanisme dynamique pour sortir la commune de son image de « ville dortoir », en la dotant, notamment, de nombreux équipements culturels. Il y fait travailler de grands architectes, Jean Nouvel, Roland Castro, Christian de Portzamparc et Massimiliano Fuksas.
Il est membre fondateur en 1983 de l'« Association des maires ville et banlieue de France » et a été titulaire entre 1986 et 2000 de nombreux mandats : président de la Commission nationale du développement social des quartiers, chargé de mission à la Mission interministérielle pour la qualité des constructions publiques, chargé de mission sur les politiques d'attribution des logements sociaux, coprésident du Conseil national des villes.
En janvier 1993, dans le rapport du groupe « Villes » du Commissariat général du Plan, dont il est le président, il propose la construction de 500 000 logements sociaux en cinq ans.
En mars 1993, il est nommé inspecteur général de la construction au Conseil général de l'environnement et du développement durable, plaidant « pour un renforcement du rôle du ministère de la Ville et pour un gros effort en matière de logement social ».
Dès 1998, François Geindre ouvre un site web destiné à discuter des cinquante propositions contenues dans le rapport « Demain la ville ».
En décembre 1999, à l'issue d'un concours, le jury de l'Association française d'action artistique le choisit — avec notamment l'architecte Jean Nouvel —, pour représenter la France à la 7e Mostra d'architecture de Venise.
Il est nommé directeur régional des affaires culturelles en Bourgogne (2001-2003) puis directeur de l'école d'architecture Paris Val de Seine (2003-2008).
En 2009, il crée, en coopération avec le maire de Caen, Philippe Duron une biennale d'architecture à Caen nommée « Caen, les rencontres », pour « confronter les expériences pour penser et faire la ville autrement ».

### Mandats politiques
François Geindre est élu maire d'Hérouville-Saint-Clair en mars 1971. Il ne se représente pas en 2001.
Il est élu au conseil général du Calvados de 1979 à 1985. En 1986, il est élu au conseil régional de Basse-Normandie, il reste en poste jusqu'en 2004.
En décembre 2012, il se présente sur la liste du maire sortant Alain Lepareur lors d'élections municipales partielles à Bénouville (Calvados). Il ne se représente pas en 2014.
Il a été premier vice-président de l'Association des maires de France et membre du bureau de l'Association des maires des grandes villes de France.

## Publications
- Le logement : donner l'envie d'y rester et la possibilité d'en changer, rapport au Premier ministre, janvier 1993,  (ISBN 2-11002-958-7), 168 pages, [lire en ligne]
- Caen, capitale en Europe ? (avec Jacques Tesnière), éd. Association Caen, 1999,  (ISBN 2-95146-520-3)
- Villes, démocratie, solidarité : le pari d'une politique, rapport du groupe « Villes » du Commissariat général au Plan (président François Geindre, rapporteur général Gilles de La Gorce), 1993